# Elaine Riley
Pour les articles homonymes, voir Riley.
Elaine Riley née le 15 janvier 1917 et morte le 7 décembre 2015, est une actrice américaine.

## Biographie
Elaine Riley est la fille de M. et Mme A.B. RileyElaine Riley est née à East Liverpool, dans l'Ohio, le 15 janvier 1917. Elle remporta le titre de beauté Miss East Liverpool et fut finaliste pour le titre de Miss Ohio en 1937. Elle était également diplômée de la Traphagen School of Fashion et travailla comme mannequin pour l'agence Powers et Hattie Carnegie à New York à l'âge de 18 ans. Elle fut également une cover girl assez célèbre durant les années 1940.
Elaine Gray a chanté sous son propre nom, avec un orchestre de musique de danse dans plusieurs villes, notamment à Pittsburgh, en Pennsylvanie.

## Carrière et films
Riley débute à Hollywood en 1943 comme extra pour RKO Pictures, faisant ses débuts dans Amour et Swing (Higher and Higher). Elle a quitté son poste de secrétaire du directeur général de la radio WINS à New York pour poursuivre sa carrière dans le cinéma.
En 1946, elle signe avec Paramount Pictures, elle devient une star récurrente pour Hopalong Cassidy. Elle a travaillé avec des stars telles que William Boyd, Charles Laughton, Tim Holt et Gene Autry.

## Filmographie partielle
- 1943 : Le Faucon à l'université (The Falcon and the Co-eds) de William Clemens
- 1945 : Le Prix du bonheur  (You Came Along) de John Farrow
- 1948 : Sinister Journey de George Archainbaud
- 1948 : Strange Gamble de George Archainbaud
- 1960 : Au nom de la loi (série télévisée) : saison 2 épisode 22 (L'apprenti/The partners) : Panama